# Juliet Shaw
Juliet Shaw es un personaje ficticio que aparece en la serie de espías Spooks, Shaw es interpretado por la actriz Anna Chancellor, del 2005 hasta el 2007 después de que su personaje fuera descubierto como una doble agente y huye.

## MI5
Juliet trabajó con Harry Pearce en varias operaciones en el año de 1970; y durante una misión del MI6 en París, cometen adulterio. Pronto Juliet se convierte en una espía, después de tomar una posición en Washington donde crea excelentes contactos con la CIA y a su regreso al Reino Unido toma el lugar de Coordinadora de Asuntos de Seguridad Nacional.
Harry la describe como una persona despiadada, ambiciosa y loca, quien no se detendrá ante nada ni nadie; y no tiene miedo de decir lo que otros piensan. Shaw considera que no hay espacipo para el sentimiento, cuando se trata de salir airoso en un aoperación.

## Temporada 5
En el 1.er. episodio de la 5.ª temporada durante una cadena de atentados terroristas, luego de que Ros Myers les advirtiera, a los agentes Harry Pearce, Adam Carter, Juliet y al Ministro de Interior Nicholas Blake, acerca una bomba que estaba en el coche donde ellos iban, sin embargo y a solo segundos de la explosión Juliet logra salir, aunque queda aparentemente paralizada de la cintura. Pero después aparece en una silla de ruedas y más tarde recupera la totalidad de sus movimientos, y ya poder caminar.

## Temporada 6
Luego de los sucesos de la temporada anterior, Juliet mantiene un poco de rencor hacia la agente Ros Myers, ya que su padre Sir Jocelyn Myers, fue quien organizó la cadena de ataques que derivo la causa de su paralicis.
Durante el 8.º episodio de la 6.ª temporada Shaw es expuesta como Jefe de Yalta, cuando trata de asesinar a la agente Ros Myers. Juliet dice que solo trabajo en la CIA para pasar desapercibida y así hacer lo que se le plazca libremente. Cuando Ros regresa a la sede, es capturada por la Yalta (organización secreta que está planeando traer un arma y capacidad militar a América supuestamente para evitar una guerra y salvar la vida de Harry), Juliet le inyecta un veneno (el cual todos creían que era un agente letal neurotóxico), y Ros muere. Creyendo que Ros está muerta Juliet escapa para continuar con su legado y se dirige a un lugar incierto.
Pronto un grupo de oficiales llega con Jo Portman y Malcom Wynn-Jones, pero es demasiado tarde los integrantes de Yalta han escapado. al día siguiente y durante el funeral de Ros, Adam le inyecta un antídoto (ya que había cambiado el suero que le inyectaron a Ros el cual daba la apariencia de que estuviera muerta), y ella despierta, mientras que todos están afuera, Jo triste por la muerte de su amiga, se da cuenta de que está viva y sonríe.